# Yasmine Daghfous
Yasmine Daghfous, née le 1er janvier 2000, est une escrimeuse tunisienne.

## Carrière
Yasmine Daghfous est médaillée d'or en sabre par équipes aux championnats d'Afrique 2016 à Alger et aux championnats d'Afrique 2019 à Bamako, ainsi que médaillée d'argent en sabre par équipes aux championnats d'Afrique 2017 au Caire et aux championnats d'Afrique 2022 à Casablanca.
Elle est médaillée de bronze en sabre par équipes aux championnats d'Afrique 2023 au Caire.